# اورتینیانو راجیولو
اورتینیانو راجیولو (به ایتالیایی: Ortignano Raggiolo) یک کومونه در ایتالیا است که در استان آرتزو واقع شده‌است.

## خصوصیات
اورتینیانو راجیولو ۳۶٫۴ کیلومترمربع مساحت و ۸۵۳ نفر جمعیت دارد و ۴۸۳ متر بالاتر از سطح دریا واقع شده‌است.